# Mesodasys ischiensis
Mesodasys ischiensis är en djurart som tillhör fylumet bukhårsdjur, och som beskrevs av Hummon, Todaro och Ezio Tongiorgi 1993. Mesodasys ischiensis ingår i släktet Mesodasys och familjen Lepidodasyidae. Inga underarter finns listade i Catalogue of Life.